# Ботлихци
Ботлихци (рус. Ботлихцы, енгл. Botlikhs) народ су који живи у сјеверним државама, а највећи број њих тренутно живи у Севернокавкаском федералном округу, у републици Дагестан, која је иначе највећа руска република на сјеверном Кавказу.

## Подручје и језик
Ботлихски језик припада андијској подгрупи сјеверозападне (Авар-Андо-Дидојске) групе дагестанских језика. Лексички фонд ботлихског језика очувао је своје богатство и оригиналност, иако је вијековска близина Авара довела до употребе више туђица из аварског језика. У 20. вијеку Руси такође остављају велики утицај на њихов језик. Ботлихци немају писани језик па из тог разлога, као и остали мањи народи, користе аварско писани језик. Мало је било проучавања ботлихског језика. Неке писане трагове о Ботлихцима и њиховом језику могу се наћи у радовима Р. Еркерта и А. Дира. Током шездесетих и седамдесетих година, лингвист из Тбилисија, Т. Гудава, посветио је неко вријеме бавећи се истраживањем Ботлихца.
Ботлихци живе у сјеверозападном дијелу планинског јужног Дагестана. Административно, два села Ботлих (Ботлих Буихе) и Миарсо (Килу) - налазе се у Ботлихском округу у Дагестану. Њихови најближи сусједи су Авари на сјеверу, Андијци на истоку, Годоберинци на југу и Чечени на запада. Регион у којем живи Ботлихци је најхладнији у цијелом Дагестану.

## Становништво
На званичном попису Ботлихци су пописивани као посебан народ само једном, и то 1926. године, али од тада су пописивани као Авари. Подаци из 1950. и 1960. година потичу из академских истраживачких радова о Ботлихцима и представљају приближне процене. Према тим подацима на попису 1926. је било 3.354 припадника овог народа, а укупан број припадника који говоре матерњим језиком је био око 86,2%. Године 1958. И. Дешеријев је у својом биљешкама написао да је те године било око 2.000, а 1967. године према процјенама Т. Гудава 3.000 припадника Ботлихца.
Антрополошки, Ботлихци, заједно са другим Андо-дидојским народима, припадају кавкаском типу балканско-кавкаске расе. Јача пигментација и разлике у пропорцијама лобање указују и на сличност са каспијским типом.
| Година | Број становништва    |
| ------ | -------------------- |
| 1926.  | 3 300 (приближно)    |
| 1950.  | 3 354                |
| 1960.  | 3 354                |
| 1958.  | 2 000 (И. Дешеријев) |
| 1967.  | 3 000 (Т. Гудава)    |

## Религија
Ботлихци су муслимани (сунити). У ранијим временима (8.- 9. вијек) хришћанство су ширили Грузијци, али је у 14. вијеку, након Тимуровог војног похода, ислам замијенио хришћанство. Међутим, до 18. вијека ислам се није у потпуности консолидовао у селима Ботлихца. Пре хришћанства и ислама доминирали су различити облици паганизма (анимизам, магија, фетишизам итд.).

## Етнологија
Етнолошки, Ботлихци су слични Аварима. Њихове духовне и материјалне културе дијеле многе заједничке карактеристике, а разлике су очигледне само у детаљима. На пример, мараме ботлихских жена имају нешто другачији облик од оних код аварских жена. Једини културни елемент који представља јасну разлику између Ботлихца и Авара је њихов језик који је формиран у политичкој и територијалној изолацији.

## Историја
Историја Ботлихца је слична аварској историји, а обликована је свим главним догађајима који су се догодили у аварским селима. Од 8. вијека ова област је била под владавином разних народа (Арапи, Монголи и Татари, Турци, Руси). Након стварања Аварског ханата у 14. вијеку ботлихска села су се нашла у његовом оквиру. У 18. вијеку у Западној Аварији (слободне заједнице, удружене заједнице) основано је неколико малих политичких тијела. Два ботлихска села су укључена у једну од њих, заједница Технутсали. Међутим, све заједнице нису биле у пријатељским односима, а разлог су били планински пашњаци. Због атмосфере константног непријатељства и несигурности, формирано је неколико војних савеза, на примјер, савез између Ботлихца и Авара. у слободним заједницама владала је скупштина, у коју су бирани најстарији припадници села, од стране припадника тих села. Вјерски лидер заједнице био је муслимански клерик, кади, кога је кандидовао аварски Хан. Друштвени живот регулисао је адат (обичајно право) и шеријат (исламски закон). Почетком 19. вијека Дагестан је присаједињен Русији. То је, с једне стране, било повољно за развој и дистрибуцију капиталистичких односа, али с друге стране, Дагестан и Западна Аварија су били под утицајем политике Руске империје. Руски званичници су били заинтересовани за добробит локалног становништва и њихове активности само док је царство од тога имало користи.

## Економија
За разлику од других Андо-Дидојских народа, Ботлихци нису сточари, већ вртларци. Узгајају углавном грожђе и обрађују земљу. Њихови услови живота су прилично повољни за ову врсту активности: клима је блага, површина обрадивог земљишта је релативно велика, а што је најважније, села се налазе на сунчаним странама планине. У њиховим селима расту бројне врсте поврћа и воћа (јабуке, крушке, шљиве, бундеве, диње, лубенице, кајсије, брескве итд.). Они обезбеђују храну цјелокупној популацији уз ријеку Анди-Којсу, у замјену за друге прехрамбене производе (месо, вуну, сир). Ботлихци узгајају стоку само довољно за своје потребе. До двадесетог вијека пољопривредна технологија била је прилично примитивна (дрвни плугови са удјелом гвожђа).
Период 1917.-1920. године је било вријеме великих невоља. Постојали су снажни сукоби између националистичког покрета (који је такође подржао религиозни покрет) и комуниста. Кулминација ових сукоба је постигнута у септембру 1920. године, када је дошло до устанка националиста. Упориште Ботлихца постало је кључна позиција националиста. Комунисти су угушили устанак националиста. Упркос поразу, на планинама Дагестана су живјеле сепаратистичке идеје. Након каснијег увођења колективизације и сродних репресија, у подручју Андо-Дидојских народа, 1930. године организован је нови устанак. Учествовали су сви народи региона. Идеолошко вођство устанка долазило је од муслиманских партија, који су до тада већ биле забрањене. Централна власт је искористила овај устанак како би трајно рјешила и избрисала све сепаратистичке и националистичке елементе.

### Школство
У ботлихским селима образовање је било под контролом совјетске власти. Сви су били у могућности да добију образовање, али основна сврха школовања била је ширење совјетске пропаганде и идеологије. Ефикасност ове политике постала је очигледна након Другог свјетског рата. Фолклорне традиције Ботлихца и утицај религије знатно су ослабљени. Алкохолизам је постао широко распрострањен. Повећана је миграција у градове и порастао је број мјешовитих бракова. Ови трендови су се наставили до данашњег дана. Ситуацију погоршава чињеница да се ботлихски језик, као главна основа њиховог идентитета, употребљава само у домовима, а аварски замјенио у свим другим областима друштва.